# Ельза Зільберштейн
Е́льза Флоренс Зільберште́йн (фр. Elsa Zylberstein; нар. 16 жовтня 1968, Париж, Франція) — французька кіно-, телевізійна та театральна акторка.

## Біографія
Ельза Флоренс Зільберштейн народилася 16 жовтня 1968 року в одному з передмість Парижа в сім'ї польського ашкеназі, фізика Альберт Зільберштейна та його дружини-католички Ліліан Шенар. З дитинства Ельза активно захоплювалася танцями і кілька років відвідувала спеціалізовані навчальні заклади. Після навчання у Франсіса Юстера на Cours Florent намагалася вступити до Національної Консерваторії драматичного мистецтва, але провалила екзамени.

## Кар'єра

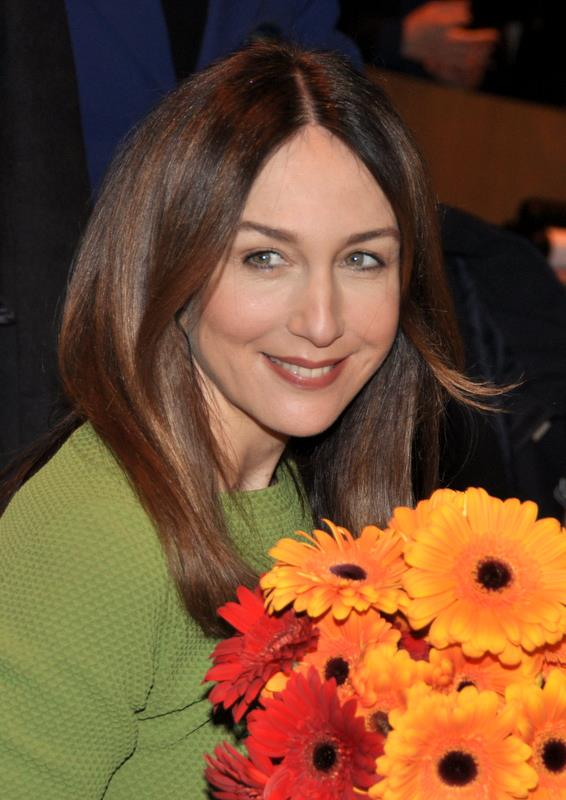
Ельза Зільберштейн, 2013.

Ельза Зільберштейн відвідувала кастинги та наприкінці 1980-х зіграла кілька епізодичних ролей в кіно. У 1991 році вона потрапила на відбір до Моріса Піали, який запропонував їй першу велику кінороль у своєму історично-біографічному фільмі «Ван Гог», за яку у 1992 році акторка отримала Приз Мішеля Сімона на кінофестивалю Актори екрану та вперше номінувалася як найперспективніша акторка на кінопремію Сезар.
Справжній успіх у аудиторії і критики здобула роллю у фільмі 1993 року «Міна Танненбаум», за яку була удостоєна премії Ромі Шнайдер.
У 1994 році Зільберштейн знялася в головній жіночій ролі в біографічній драмі Жерара Корб'є «Фарінеллі-кастрат», яка отримала Золотий глобус та номінувалася на «Оскар» у категоріях за найкращий фільм іноземною мовою. Зіграла також Сюзанну Валадон у фільмі «Лотрек» (1998) та неофіційну дружину художника Модільяні Жанну Ебютерн у стрічці 2004 року «Модільяні».
Наприкінці 1990-х Зільберштейн зіграла роль Рашель у стрічці Рауля Руїса «Набутий час» (фр. Le Temps retrouvé, 1999) — досить вдалій і тепло сприйнятій критикою адаптації легендарної однойменної новели Марселя Пруста.
У 2006 році Зільбершейн зіграла Матильду, ортодоксальну єврейку, що стикається з проблемами шлюбу, у стрічці «Маленький Єрусалим», за що була номінована як найкраща акторка на Кришталевий глобус від французької преси. У 2008 році акторка зіграла у двох фільмах, які були представлені на Берлінському кінофестивалі: «Я так давно тебе кохаю» з Крістін Скотт Томас та «Фабрика почуттів». За роль у першому Зільберштейн була удостоєна «Сезара» 2009 року за найкращу роль другого плану.
Окрім роботи в кіно, Ельза Зільберштейн також грає на театральній сцені.

## Особисте життя
З 1997-го по 2005-й рік зустрічалася з французьким телеведучим Антуаном де Коном. У 2005—2008 роках була в стосунках з драматургом і актором Ніколя Бедо; пізніше мала роман з радником французького президента Ніколя Саркозі Жоржем-Марком Біному; стосункам пари не завадила навіть категорична незгода в плані політичних пристрастей — Ельза завжди була переконаною соціалісткою.

## Фільмографія
Загалом за час своєї акторської кар'єри Ельза Зільберштейн зіграла понад 70 ролей у кіно та на телебаченні.
| Рік       |    | Українська назва                           | Оригінальна назва                           | Роль                           |
| --------- | -- | ------------------------------------------ | ------------------------------------------- | ------------------------------ |
| 1989      | ф  | Хрещення                                   | Baptême                                     | Габріель                       |
| 1989—1992 | с  | Чиллери                                    | Chillers                                    | Ізабель                        |
| 1990      | тф | Диявол у плоті                             | Le diable au corps                          | Мерседес                       |
| 1991      | ф  | Круто, мої батьки розвелися!               | Génial, mes parents divorcent!              | сестра Томаса                  |
| 1991      | ф  | Ван Гог                                    | Van Gogh                                    | Каті                           |
| 1991      | ф  | Сніг і полум'я                             | La neige et le feu                          |                                |
| 1991      | ф  | Закохана                                   | Amoureuse                                   | ясновидиця                     |
| 1992—1993 | с  | Пригоди молодого Індіани Джонса            | The Young Indiana Jones Chronicles          | телефоністка                   |
| 1992      | тф | Принцеса Александра                        | Princesse Alexandra                         | сестра Ерменгільда             |
| 1992      | ф  | Заради угоди                               | Beau fixe                                   | Фредеріка                      |
| 1993      | ф  | Як діють люди                              | Comment font les gens                       | Іветта                         |
| 1993      | ф  | Чуже місце                                 | La place d'un autre                         | Фолоренс                       |
| 1993      | ф  | Міна Танненбаум                            | Mina Tannenbaum                             | Етель Бенегі                   |
| 1994      | ф  | Фарінеллі-кастрат                          | Farinelli                                   | Алехандра                      |
| 1995      | ф  | Джефферсон у Парижі                        | Jefferson in Paris                          | Андрієна де Лафаєт             |
| 1996      | ф  | Субота на Землі                            | Un samedi sur la terre                      | Клер                           |
| 1996      | ф  | Китайський портрет                         | Portraits chinois                           | Емма                           |
| 1997      | ф  | Потрібна коректна поведінка                | Tenue correcte exigée                       | Люсі — розкішна повія          |
| 1997      | ф  | Метроленд                                  | Metroland                                   | Еннік                          |
| 1997      | ф  | XXL                                        | XXL                                         | Арлетт Стерн                   |
| 1998      | ф  | Чоловік як жінка                           | L'homme est une femme comme les autres      | Розалі Бауманн                 |
| 1998      | ф  | Лотрек                                     | Lautrec                                     | Сюзанна Валадон                |
| 1999      | ф  | Я хочу все                                 | Je veux tout                                | Єва                            |
| 1999      | ф  | Набутий час                                | Le Temps retrouvé                           | Рашель                         |
| 1999      | тф | Добраніч                                   | Bonne Nuit                                  | Сюзан                          |
| 2000      | ф  | Там моя батьківщина                        | Là-bas... mon pays                          | дружина П'єра Нівеля           |
| 2000      | ф  | Любовна битва уві сні                      | Combat d'amour en songe                     | Лукреція / Джессіка / султана  |
| 2001      | ф  | Примари Люби                               | Les fantômes de Louba                       | Люба                           |
| 2001      | ф  | Ангел                                      | Un ange                                     | Леа Пасторе                    |
| 2002      | ф  | Нещадний                                   | Féroce                                      | Зебулон, радниця з комунікацій |
| 2002      | тф | Жан Мулен                                  | Jean Moulin                                 | Антуанетта                     |
| 2003      | ф  | Мосьє N.                                   | Monsieur N.                                 | Альбіна де Монтолон            |
| 2003      | ф  | Той день                                   | Ce jour-là                                  | Лівія                          |
| 2003      | ф  | Три сліпі миші                             | 3 Blind Mice                                | Наталі Кросс                   |
| 2003      | ф  | Той, що програв, забирає все               | Qui perd gagne!                             | Анжель Берстейн                |
| 2004      | ф  | Завтра переїжджаємо                        | Demain on déménage                          | Мішель                         |
| 2004      | ф  | Чому (не) Бразилія?                        | Pourquoi (pas) le Brésil                    | Летиція Массон / Крістін Анжо  |
| 2004      | ф  | Модільяні                                  | Modigliani                                  | Жанна Ебютерн                  |
| 2005      | ф  | Маленький Єрусалим                         | La petite Jérusalem                         | Матильда                       |
| 2005      | ф  | Година пробила                             | La cloche a sonné                           | Леа                            |
| 2005—2009 | с  | Венера і Аполлон                           | Vénus & Apollon                             | Анжі                           |
| 2005      | ф  | Холодні дні, які загрожують рослинам       | Journées froides qui menacent les plantes   |                                |
| 2006      | ф  | Я нічого не придумую                       | J'invente rien                              | Матильда Маю                   |
| 2006      | ф  | Братерство каменю                          | Le concile de pierre                        | Клариса                        |
| 2006      | с  | Убивства на сімейному вечорі               | Petits meurtres en famille                  | Едіт                           |
| 2007      | ф  | Дитинства                                  | Enfances                                    | мати Інгмара Бергмана          |
| 2007      | ф  | Я так давно тебе кохаю                     | Il y a longtemps que je t'aime              | Лія                            |
| 2008      | ф  | Фабрика почуттів                           | La fabrique des sentiments                  | Елоїза                         |
| 2008      | ф  | Собача ніч                                 | Nuit de chien                               | Марія де Соуза                 |
| 2008      | ф  | Банкірський дім Нусінгена                  | La maison Nucingen                          | Анна-Марі                      |
| 2008      | тф | Подвійна невірність                        | La double inconstance                       | Фламінія                       |
| 2009      | ф  | Божевільна історія кохання Симона Ашкеназі | La folle histoire d'amour de Simon Eskenazy | Розалі                         |
| 2010      | тф | Троянди в кредит                           | Roses à crédit                              | фармацевт                      |
| 2010      | ф  | Невідчутне торкання                        | Un baiser papillon                          | Марі                           |
| 2011      | ф  | ІХ як Ісус Христос                         | JC comme Jésus Christ                       | Ельза Зільберштейн             |
| 2011      | ф  | Пригоди касирки                            | Les tribulations d'une caissière            | Марі                           |
| 2012      | ф  | План розсадження                           | Plan de table                               | Катрін                         |
| 2012      | ф  | Лінії Веллінгтона                          | Linhas de Wellington                        | Ірма Корделіа                  |
| 2013      | ф  | Добрий серцем                              | À votre bon coeur mesdames                  | сестра Блондін                 |
| 2014      | ф  | Інша Боварі                                | Gemma Bovery                                | Віззі                          |
| 2015      | ф  | Ціна бажання                               | The Price of Desire                         | Ромейн Брукс                   |
| 2015      | ф  | Один плюс одна                             | Un + une                                    | Анна Гамон                     |
| 2016      | ф  |                                            | Un sac de billes                            |                                |
| 2016      | ф  |                                            | The Stalking Moon                           | Вероніка Фурньє                |
| 2017      | ф  | Божевільні сусіди                          | À bras ouverts                              | Дафні Фужероль                 |
| 2022      | ф  | Критичний баг                              | Bigbug                                      | Аліса                          |
| 2023      | ф  | Щасливий випадок                           | Coup de Chance                              | Керолайн                       |

## Визнання

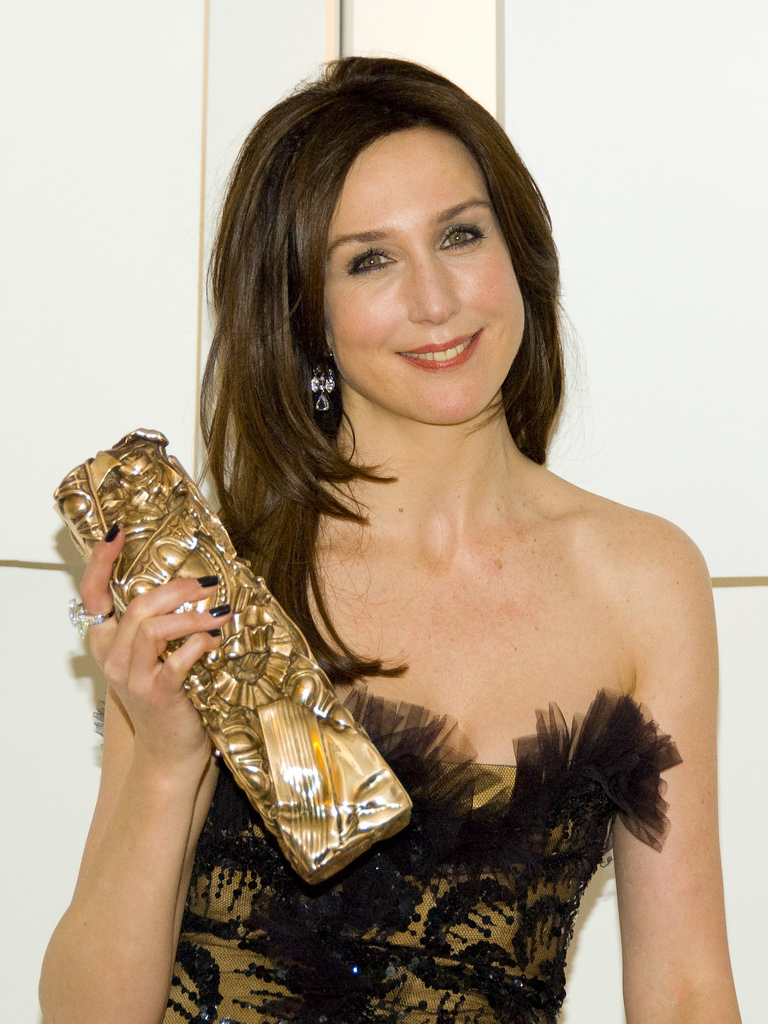
На врученні Сезара у 2009 році

| Рік                         | Категорія/Нагорода             | Фільм                  | Результат | Результат |  |
| --------------------------- | ------------------------------ | ---------------------- | --------- | --------- |  |
| Кінофестиваль Актори екрану |                                |                        |           |           |  |
| 1992                        | Мішель Симон                   | Ван Гог                | Перемога  |           |  |
| Премія «Сезар»              |                                |                        |           |           |  |
| 1992                        | Найперспективніша акторка      | Ван Гог                | Номінація |           |  |
| 1993                        | Найперспективніша акторка      | Заради угоди           | Номінація |           |  |
| 1995                        | Найперспективніша акторка      | Міна Танненбаум        | Номінація |           |  |
| 2009                        | Найкраща акторка другого плану | Я так давно тебе кохаю | Перемога  |           |  |
|                             |                                |                        |           |           |  |
| 1993                        | Приз Ромі Шнайдер              | Приз Ромі Шнайдер      | Перемога  |           |  |
| Кінофестиваль у Кабурі      |                                |                        |           |           |  |
| 1998                        | Золотий Сван найкращій акторці | Чоловік як жінка       | Перемога  |           |  |
| Кришталевий глобус          |                                |                        |           |           |  |
| 2006                        | Найкраща акторка               | Маленький Єрусалим     | Номінація |           |  |
| Премія «Люм'єр»             |                                |                        |           |           |  |
| 2016                        | Найкраща акторка               | Один плюс одна         | Номінація | [ 13 ]    |  |